# Секеи

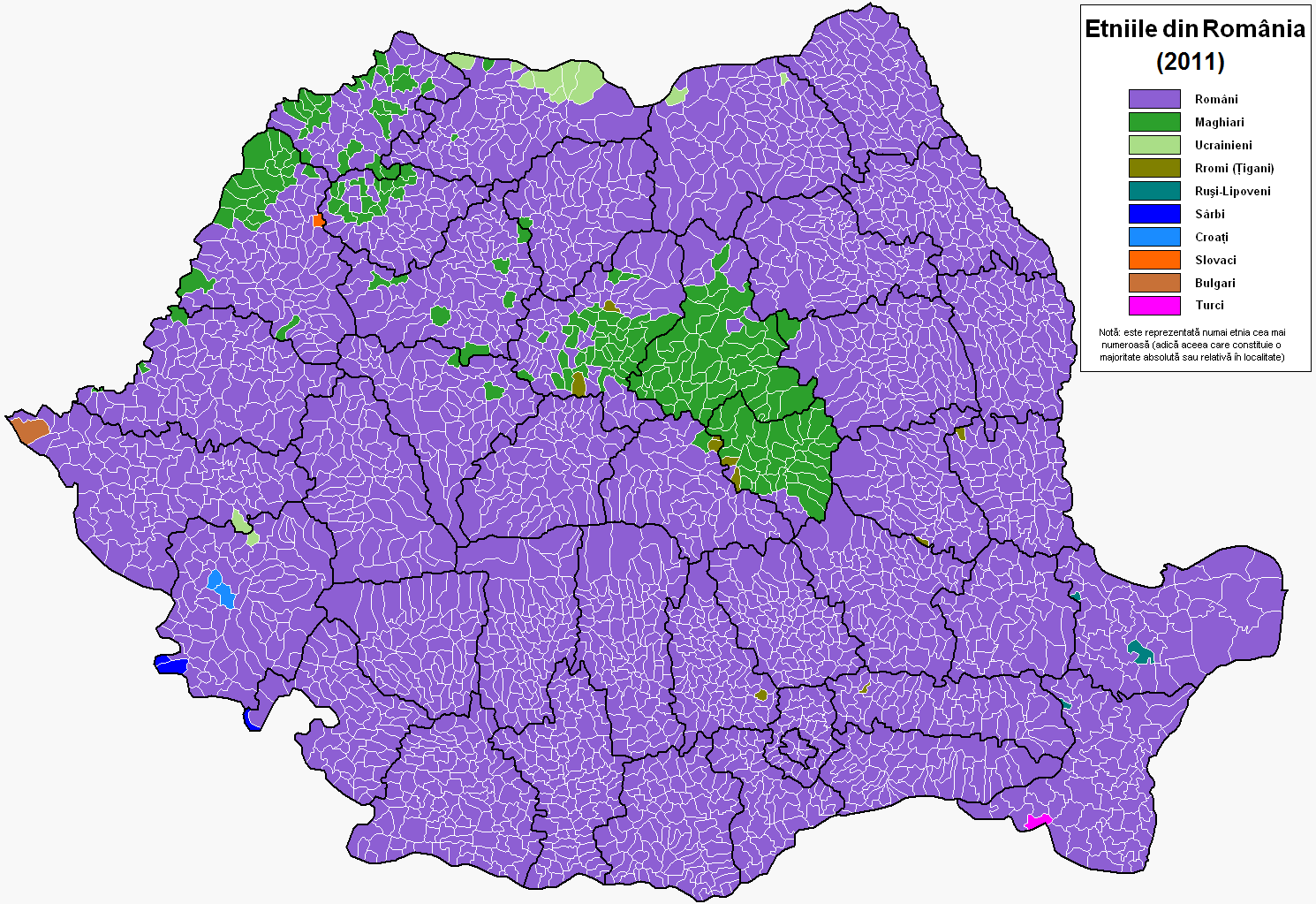
Венгерское меньшинство в Румынии отмечено зелёным цветом

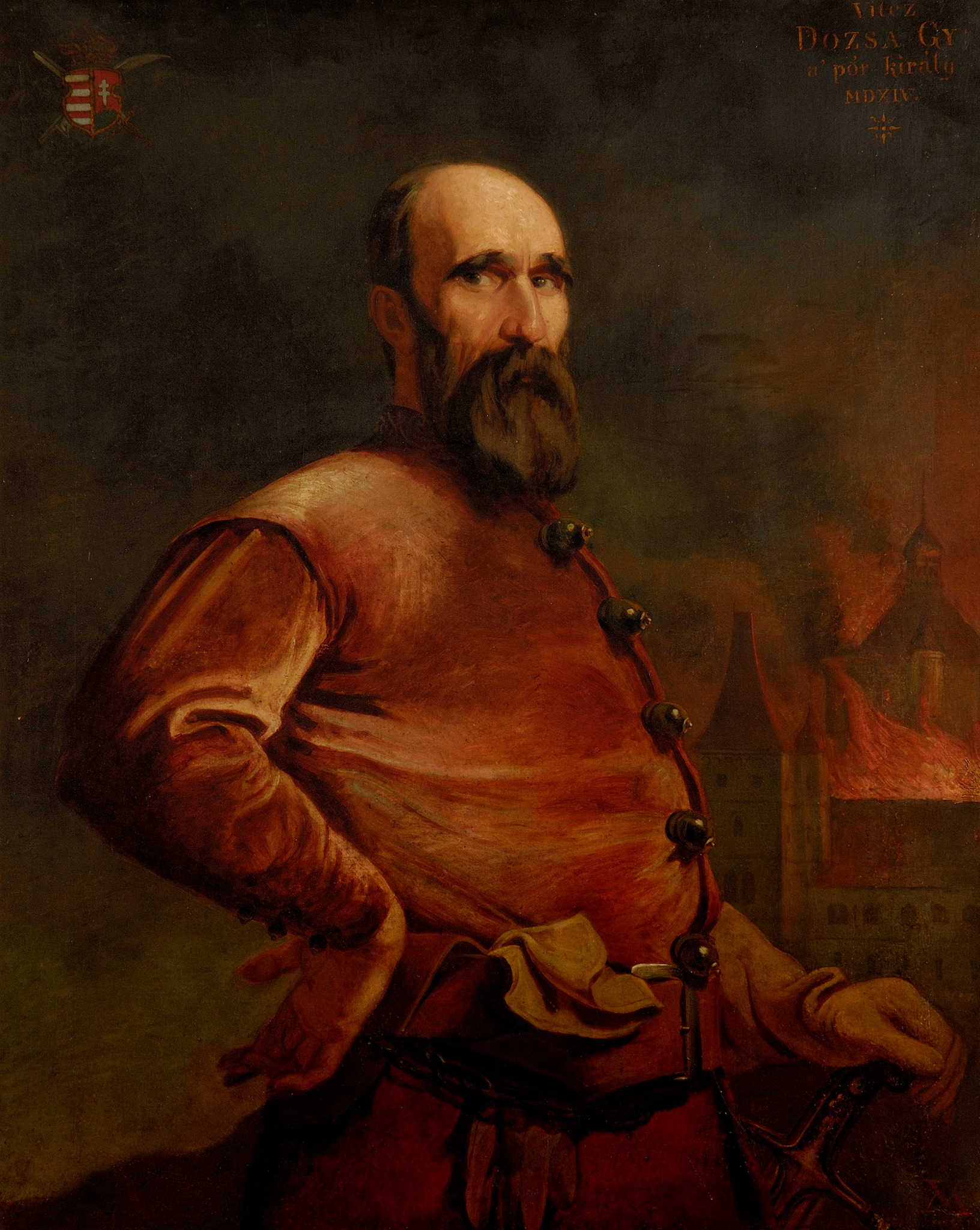
Дьёрдь Дожа — предводитель восстания 1514 года

Се́кеи или Секуи или Секлеры (ед. ч. «секей» от венгерск. этнонима Székely ([ˈseːkɛj]) также Szekler букв. люди; также рум. Secui, нем. Szekler, лат. Siculi) — одна из субэтнических групп, составляющих венгерское национальное меньшинство на территории современной республики Румыния. Представители другой венгерской общины в Румынии — чангоши, проживающие в румынской провинции Молдова, малочисленны и менее известны за пределами страны.
На протяжении долгого времени секеи в силу долго сохранявшегося особого статуса в большинстве исторических документов рассматривались отдельно от венгров, несмотря на то что они всегда были носителями венгерского языка и культуры и опорой венгерского правления в Трансильвании.

## Численность
В современной Румынии проживает около 670 тыс. секеев. Примерно половина всех венгров Румынии причисляет себя к роду секеев. В Румынии секеи компактно проживают в трёх административных районах страны: Харгита, Ковасна и Муреш. Значительное количество секеев проживает также на территории республики Сербия, в автономной области Воеводина (См. Венгры в Сербии.)

Флаг секеев

| Район                             | Секеи   | % населения округа |
| --------------------------------- | ------- | ------------------ |
| Харгита                           | 275 841 | 84,61 %            |
| Ковасна                           | 164 055 | 73,81 %            |
| Муреш                             | 200 000 | 39,26 %            |
| Брашов                            | 40 000  | …                  |
| Прочие уезды Румынии              | 50 000  | …                  |
| В других странах (Сербия и т. д.) | 100 000 | …                  |
| Всего в мире                      | 829 896 | …                  |

## История
Со времён средневековья секеи известны как отважные воины, игравшие важную роль в венгерской армии. Этногенез секеев, как и самих венгров, ещё недостаточно изучен. Существуют гипотезы об их печенежском и даже гуннском (а также аварском, булгарском, кабарском, готском или гепидском) происхождении. Из источников известно, что, в отличие от мадьяр, сравнительно рано перешедших от кочевого скотоводства к оседлому образу жизни и земледелию, секеи кочевали по Паннонии еще в XII—XIII веках.
Большинство венгерских учёных считает племя секеев потомками авар. Согласно Н. Эрдели, секеи — потомки авар, вторгшихся в долину Дуная в VI в.
Секеями были многие выдающиеся деятели венгерской истории, например, предводитель крестьянского восстания 1514 года Дьёрдь Дожа, король Речи Посполитой Стефан Баторий (Иштван Батори), а также правители Трансильвании и руководители антигабсбургских восстаний Иштван Бочкаи и Ференц II Ракоци. Секлеры приняли активное участие в Венгерской войне 1849 года, воюя на стороне республиканского правительства Кошута.
В Венгерском королевстве секеи выплачивали налог быками. Налог был введён королём Уласло II в 1499 году именно для секеев, имевших в королевстве особый статус. Согласно королевской грамоте, секеи освобождались от всех прочих налогов, но были обязаны вносить в казну один сбор — налог быками. При этом налог взимался только в особенных случаях: рождение наследника престола, коронация и т. д.
Будучи носителями венгерского языка, сами секеи в настоящее время относят себя к венграм. В составе так называемого Союза трёх наций они выступали как главные предводители Трансильвании, где они — протестанты и католики — полностью подчинили своей власти православное румынское большинство, вставшее в XVIII—XX веках на путь сопротивления мадьяризации.
С 1920-х годов ареал проживания секеев и чангошей полностью окружён территорией сплошного расселения румынского народа, оказывающего на него мощное ассимилятивное давление. Большинство современных секеев как минимум двуязычны и владеют также румынским языком.

## Движение за автономию
С 1990-х годов среди секеев (секуев) активно развернулось движение за автономный Секуйский край в составе Румынии, которая юридически является унитарным государством.
5 сентября 2009 года прошедший в городе Одорхею-Секуйеск съезд представителей местных органов власти Секуйского края провозгласил автономию, в которую вошла большая часть территории уездов Харгита, Ковасна и Муреш. На съезде были утверждены гимн, флаг, герб и административная карта новообразованной Секуйской автономии.
12 марта 2010 года в городе Сфынту-Георге состоялся второй съезд мэров и советников Секуйского края. Главным решением съезда стало придание венгерскому языку официального статуса на региональном уровне.
Центральные органы власти Румынии не признали законности решений обоих съездов.
20 мая 2011 года Демократический союз венгров Румынии (ДСВР) создал в городе Тыргу-Муреш административный совет Секуйского края, состоящий из представителей ДСВР в администрации уездов Муреш, Харгита и Ковасна.
В Венгрии с 1 января 2011 года вступило в силу новое законодательство о порядке предоставления второго венгерского гражданства представителям диаспоры. Закон теперь предоставляет им те же избирательные права, что и гражданам в самой Венгрии. Аналогичные права предоставляет и второе гражданство, которое раздает Румыния. Документы на получение венгерского гражданства, по информации Будапешта, уже подали тысячи граждан Румынии.
27 мая 2011 года группа европарламентариев от Демократического союза венгров Румынии (ДСВР) во главе с вице-председателем Европарламента, одним из лидеров трансильванских венгров Ласло Тёкешем объявила об открытии в Брюсселе представительства Секуйского края при Европейском парламенте. В ответ на это МИД Румынии сделал заявление, где выразил сожаление в связи с «учреждением некоего „представительства“ так называемой „административно-территориальной единицы“ Румынии, которая не существует и не имеет под собой ни конституционных, ни законных оснований».